# Sauzal (Santiago del Estero)
Sauzal es una localidad argentina ubicada en el departamento Río Hondo de la provincia de Santiago del Estero. Se encuentra a 500 metros del río Dulce y 30 kilómetros al este de Termas de Río Hondo.
Hay un anteproyecto para la construcción de un dique sobre el río Dulce a la altura de esta localidad, que permitiría mejorar el control de las crecidas del río, así como expandir el área bajo riego, la pesca y el desarrollo de un polo turístico basado en las actividades náuticas. La construcción es necesaria por el alto nivel de sedimentos que se acumulan en la presa de Río Hondo, que impedirá en 2032 atenuar el impacto de las crecidas. El paraje es uno de los mejores puntos del río para la pesca de dorados y bagres.

## Población
Cuenta con 224 habitantes (Indec, 2010), lo que representa un descenso del 3,45% frente a los 232 habitantes (Indec, 2001) del censo anterior.
| Gráfica de evolución demográfica de Sauzal entre 1991 y 2010 |
|                                                              |
| Fuente: Censos nacionales del INDEC                          |